# Clopinard
Clopinard è un fumetto scritto e disegnato da Albert Uderzo nel 1945 in seguito ad un annuncio sul giornale francese France Soir, e pubblicato nel 1946 dalla rivista Edition du Chêne.